# Aps (Ardecha)
Aps (en francès Alba-la-Romaine) és un municipi francès situat al departament de l'Ardecha i a la regió d'Alvèrnia-Roine-Alps. L'any 2007 tenia 1.361 habitants.

## Història

Escut heràldic representatiu de la ciutat.

S'han trobat indicis que el lloc ja havia estat poblat des del Neolític. Els romans van crear al segle ii aC, Alba Helvorium al costat d'un nucli de població considerat la capital dels helvis. Malgrat que la paraula Alba es troba en diversos topònims llatins, els acadèmics afirmen que el nom és d'origen celta  o precelta.
A l'antiguitat, la ciutat va ser un centre de producció de vi i un important enclavament comercial per trobar-se enmig de les principals rutes que connectaven les províncies gal·les amb Roma.
Un document anomenat Charta Vetus, escrita pel bisbe d'Alba, Tomàs, ha aportat informació sobre la ciutat l'any 950. Es va atribuir erròniament la destrucció d'Alba Helvorium als vàndals i al seu cabdill Crocus al segle v. Després de la mort del bisbe Avolus, el seu successor el bisbe Auxionus s'hi va establir fortificant la barriada de Viviers, d'on va sorgir el nom de la diòcesi (Vivarais). D'aquesta època va sorgir la imatge que representa l'escut de la ciutat.
El 6 juny del 1986 es va fer oficial Alba-la-Romaine per la denominació del municipi.

## Demografia

### Població
El 2007 la població de fet d'Aps era de 1.361 persones. Hi havia 533 famílies de les quals 142 eren unipersonals (61 homes vivint sols i 81 dones vivint soles), 151 parelles sense fills, 191 parelles amb fills i 49 famílies monoparentals amb fills.
La població ha evolucionat segons el següent gràfic:
Habitants censats

### Habitatges
El 2007 hi havia 688 habitatges, 542 eren l'habitatge principal de la família, 108 eren segones residències i 39 estaven desocupats. 592 eren cases i 90 eren apartaments. Dels 542 habitatges principals, 400 estaven ocupats pels seus propietaris, 120 estaven llogats i ocupats pels llogaters i 22 estaven cedits a títol gratuït; 2 tenien una cambra, 34 en tenien dues, 100 en tenien tres, 144 en tenien quatre i 262 en tenien cinc o més. 336 habitatges disposaven pel capbaix d'una plaça de pàrquing. A 226 habitatges hi havia un automòbil i a 261 n'hi havia dos o més.

### Piràmide de població
La piràmide de població per edats i sexe el 2009 era:
| Homes | Edats   | Dones |
| ----- | ------- | ----- |
| 0     | 95 o +  | 0     |
| 4     | 90 a 94 | 4     |
| 0     | 85 a 89 | 16    |
| 20    | 80 a 84 | 16    |
| 16    | 75 a 79 | 32    |
| 56    | 70 a 74 | 32    |
| 36    | 65 a 69 | 52    |
| 12    | 60 a 64 | 16    |
| 28    | 55 a 59 | 32    |
| 36    | 50 a 54 | 24    |
| 48    | 45 a 49 | 16    |
| 76    | 40 a 44 | 52    |
| 40    | 35 a 39 | 48    |
| 24    | 30 a 34 | 40    |
| 24    | 25 a 29 | 24    |
| 32    | 20 a 24 | 16    |
| 20    | 15 a 19 | 16    |
| 52    | 10 a 14 | 56    |
| 44    | 5 a 9   | 56    |
| 44    | 0 a 4   | 24    |

## Economia
El 2007 la població en edat de treballar era de 809 persones, 591 eren actives i 218 eren inactives. De les 591 persones actives 533 estaven ocupades (302 homes i 231 dones) i 59 estaven aturades (25 homes i 34 dones). De les 218 persones inactives 56 estaven jubilades, 82 estaven estudiant i 80 estaven classificades com a «altres inactius».

### Ingressos
El 2009 a Aps hi havia 550 unitats fiscals que integraven 1.381,5 persones, la mediana anual d'ingressos fiscals per persona era de 16.662 €.

### Activitats econòmiques
Dels 97 establiments que hi havia el 2007, 4 eren d'empreses alimentàries, 5 d'empreses de fabricació d'altres productes industrials, 21 d'empreses de construcció, 22 d'empreses de comerç i reparació d'automòbils, 1 d'una empresa de transport, 5 d'empreses d'hostatgeria i restauració, 2 d'empreses d'informació i comunicació, 5 d'empreses immobiliàries, 9 d'empreses de serveis, 15 d'entitats de l'administració pública i 8 d'empreses classificades com a «altres activitats de serveis».
Dels 27 establiments de servei als particulars que hi havia el 2009, 1 era una oficina de correu, 1 taller de reparació d'automòbils i de material agrícola, 5 paletes, 2 guixaires pintors, 4 fusteries, 3 lampisteries, 2 electricistes, 1 perruqueria, 4 restaurants, 3 agències immobiliàries i 1 saló de bellesa.
Dels 10 establiments comercials que hi havia el 2009, 1 era una gran superfície de material de bricolatge, 2 botiges de menys de 120 m², 3 fleques, 1 una fleca, 1 una peixateria i 2 floristeries.
L'any 2000 a Aps hi havia 50 explotacions agrícoles que ocupaven un total de 812 hectàrees.

## Equipaments sanitaris i escolars
L'únic equipament sanitari que hi havia el 2009 era una farmàcia.
El 2009 hi havia 1 escola maternal i 2 escoles elementals. Alba-la-Romaine disposava d'un liceu d'ensenyament general amb 19 alumnes.

## Poblacions més properes
El següent diagrama mostra les poblacions més properes.